# جون تشان
جون تشان (بالإنجليزية: June Chan)‏ هي أحيائية أمريكية، ولدت في 6 يونيو 1956 في مانهاتن السفلى في الولايات المتحدة. وهي المنظمة والعضوة المؤسسة لـ«جمعية السحاقيات الآسيويات في الساحل الشرقي الأمريكي» (ALOEC). وتهدف تشان إلى نشر الوعي بشأن قضايا مجتمع الميم التي تخص المجتمع الأمريكي الآسيوي.

## السيرة الشخصية
وُلدت تشان في 6 يونيو 1956 في مانهاتن لأبوين يعملان في الحي الصيني. وقد هاجرت والدتها من الصين هربًا من غزو اليابان للصين. وترسخت في تشان نزعتها إلى النضال منذ صغرها، فهي تتذكر السلوكيات العنصرية التي كان يتبعها السياح تجاه سكان الحي الصيني. والتحقت تشان بمدرسة برونكس الثانوية للعلوم وتخرجت فيها عام 1973. ثم استكملت تعليمها في كلية مدينة نيويورك حيث نالت درجة البكالريوس في الأحياء عام 1977. ثم حصلت على درجة الماجستير في الأحياء من جامعة بافالو. وبعد انتهائها من دراساتها العليا أخبرت عائلتها أنها مثلية، وجابهت عائلتها هذا الخبر بنحو إيجابي. كما أنها تعمل باحثة في مجال البيولوجيا العصبية.
وقابلت تشان كاثرين هال في عام 1983 وشرعا في العمل على أبحاثهما معًا. ثم قاما بتجهيز معرض صور لتوضيح دور السحاقيات الآسيويات في التاريخ والأدب، وعرضا تلك الصور في الثمانينات. وعن ذلك قالت الكاتبة بولي ثيسلثويت أنها بداية حركة أكاديمية شعبية. وعلى حد قولهما فقد سمح هذا المعرض للسحاقيات «أن يحظين بتقدير أكبر في المجتمع بصفتهن نساء ينتمين إلى شعوب آسيا وجزر المحيط الهادي، وإلى مجتمع الأشخاص الملونين في الولايات المتحدة، وإلى مجتمع السحاقيات».
وفي عام 1983 قام كلاهما بإنشاء «جمعية السحاقيات الآسيويات في الساحل الشرقي الأمريكي» (ALOEC). وكان الغرض من إنشاء هذه الجمعية هو توفير ملاذ آمن للسحاقيات، وذلك اعتراضًا منهما على مجتمع الميم الذي كان يتألف معظمه من رجال بيض مثليين آنذاك. وتتمثل أنشطة الجمعية في توفير عدة ورش عمل ونشر إذاعة إخبارية دورية. وفي عام 1989 شاركت الجمعية في مسيرة مناهضة في واشنطن من تنظيم مجتمع الميم للمطالبة بحقوقهم المدنية. واستطاعت تشان في أثناء تلك الفعاليات أن تتواصل مع جمعيات آخرى تساند السحاقيات الآسيويات. وفي النهاية تعاونت تشان مع تلك الجمعيات على إنشاء «شبكة السحاقيات الآسيويات» (ولاحقًا تم تغيير الاسم ليكون شبكة السحاقيات الآسيويات ومزدوجي التوجه الجنسي). وفي عام 1994 شاركت جمعية تشان في فعاليات إحياء ذكرى أعمال شغب ستونوول.